# Sabero (kommunhuvudort)
Sabero är en kommunhuvudort i Spanien.   Den ligger i provinsen Provincia de León och regionen Kastilien och Leon, i den norra delen av landet, 290 km norr om huvudstaden Madrid. Sabero ligger 985 meter över havet och antalet invånare är 1 555.
Terrängen runt Sabero är huvudsakligen kuperad, men åt sydväst är den platt. Sabero ligger nere i en dal. Runt Sabero är det mycket glesbefolkat, med 2 invånare per kvadratkilometer. Närmaste större samhälle är Cistierna, 4,0 km söder om Sabero. Trakten runt Sabero består i huvudsak av gräsmarker.